# 東藩匯理銀行
东方银行，也称東藩匯理銀行、丽如银行、东洋银行等，19世纪的一家英属印度殖民银行，主要经营英国、印度、中国之间的贸易汇兑业务。该行前身是1842年7月在孟买成立的西印度银行，1845年5月改组为东方银行并将总部前往伦敦，1851年获得英国皇家特许状，1884年清盤結業。同年重新创立为新东方银行，至1892年再次結业。

## 歷史

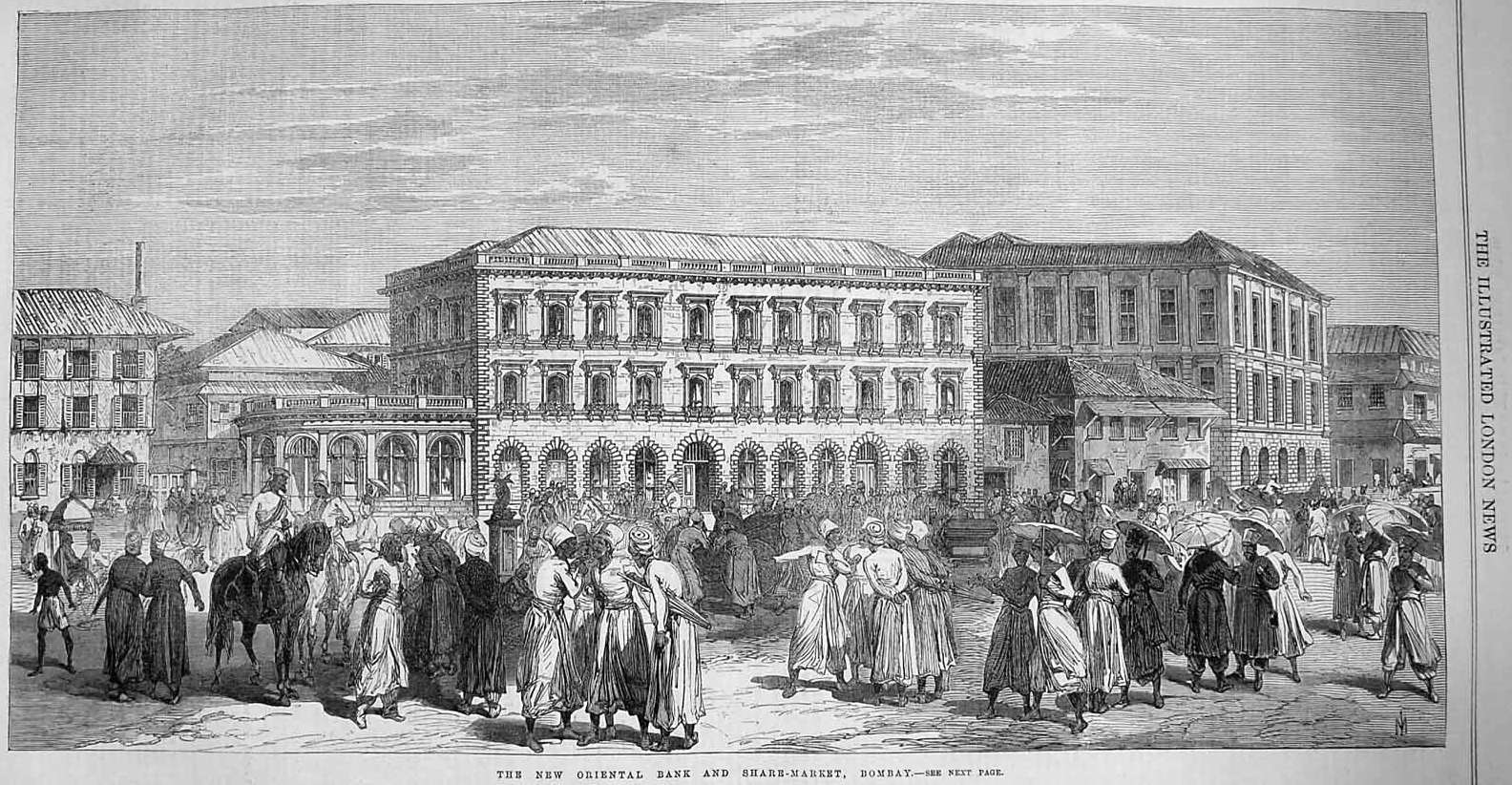
於1865年在印度孟買的东方银行

由于东印度公司监督下经营的孟买银行等各管区银行的业务范围仅限于东印度公司领土，并被禁止从事外汇交易。因此，需要专门从事外汇交易和贸易融资的国际银行。1842年6月24日，威廉·卡吉尔:21辞去了东印度公司孟买银行财务主管职务，应西印度银行董事会的邀请，出任该银行财务主管。1842年7月，西印度银行（Bank of Western lndia）在英属印度孟买成立，由英国和印度两国商人合资，印方多为孟买当地的帕西商人，注册资本为500万卢比，每股面值500卢比发行1万股。该行于1842年10月开业，随后在科伦坡、加里曼丹、香港和新加坡设立分支机构，业务范围涵盖外汇、贷款、存款等。至1845年4月，该行股份溢价40%至42%:141。
1845年5月，该行股东为能够获取英国皇家特許狀和以法人身份提起诉讼，根据《1844年股份银行法令》（Joint Stock Banks Act 1844）将该行改组为东方银行（Oriental Bank），总部迁至英国首都伦敦的针线街，同时通过发行1万股面值1000卢比的股票使资本翻一番。改组后，该行全部的管理和监督权均由董事行使：伦敦董事被称为“董事会”；而孟买董事则受托管理当地事务，被称为“印度董事会”。各分行的当地董事均由伦敦董事会酌情任命，并受其管辖:141-142。同年，在南非、毛里求斯、锡兰、中国内地和香港设立分支机构。该行以鴉片押匯為主要業務，主要经营英国、印度、中国之间的贸易汇兑业务:41。
1847年，受孟买、锡兰和加尔各答等地破产公司票据影响，英国银行机构遭遇了1825年以来的一次重创，该行也被波及。为应对类似风险，该行董事决定增加储备基金。1848年，受上述商业债务影响，该行股价下跌8%至10%:142。1849年，由于该行未能从英国财政部或印度总督处获得特许状，因此与即将破产的锡兰银行（Bank of Ceylon）达成协议，接管锡兰银行并获得锡兰银行的特许状，并掌控了科伦坡的银行业务。1850年，由于孟买里士满公司（Richmond and Co.,）破产，该行蒙受重大损失。T·R·里士满曾以恒河公司（Ganges Company）代理人的名义从银行借款，恒河公司却声称这些钱并未被用于自家公司，并拒绝偿还。1851年，该行因遭盗窃和收到大量伪造汇票、印度汇票和支票而产生巨大损失。1851年2月，该行内有十万计的孟买银行票据被盗，两个月后才被警方追回。3月，该行兑付了一张面值15,000卢比的伪造汇票，因而被告到孟买最高法院并败诉:144-145。

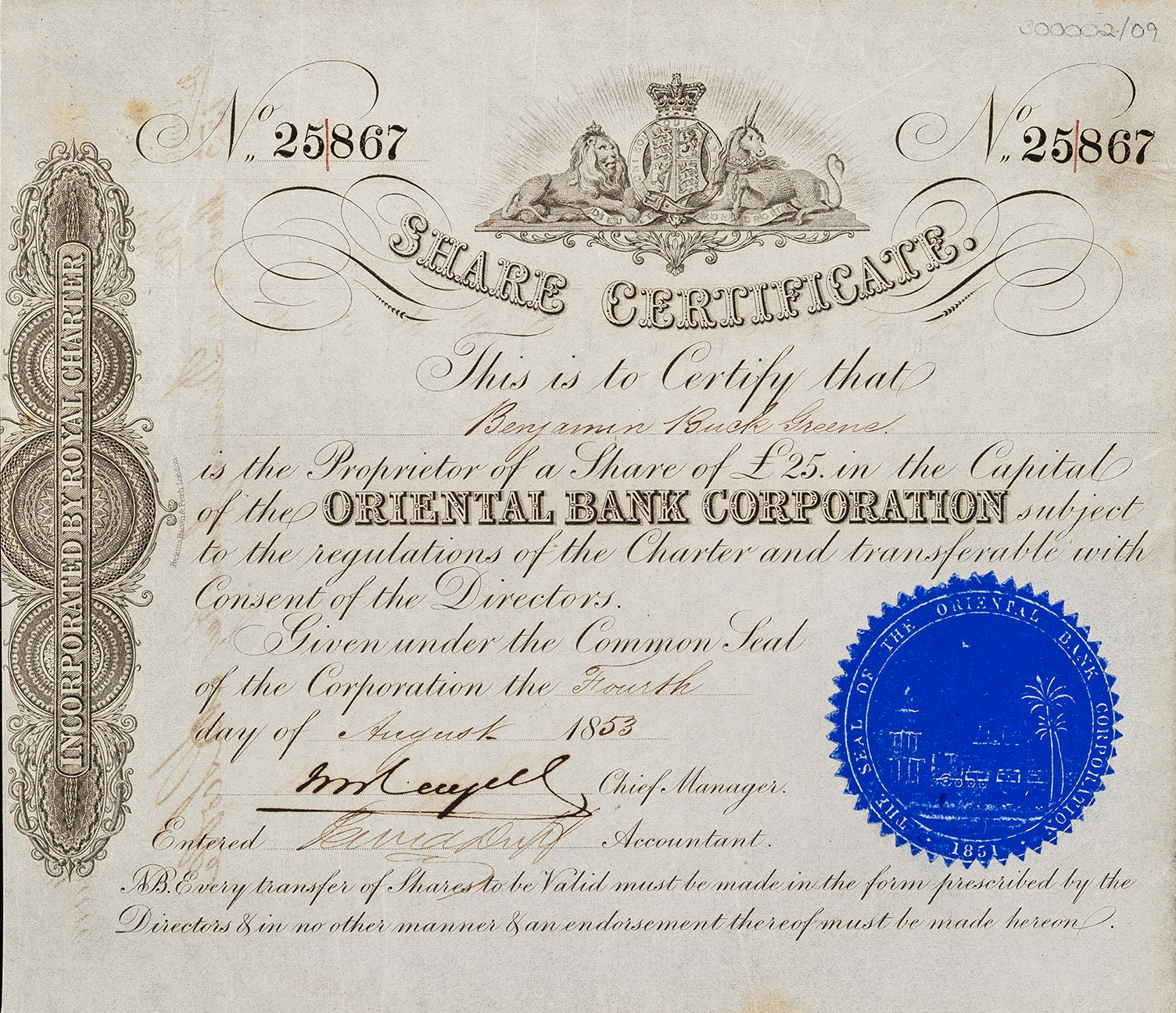
丽如银行股票

1851年8月，该行董事会对接收锡兰银行进行的安排获得批准。10月，该行获得英国皇家特许状，成为在锡兰和中国的发钞银行，并获授权在好望角以东任何地区建立机构，经营汇兑、存款和汇划业务。合并后，东方银行改称东方银行公司（Oriental Bank Corporation）:145-146，也翻译为“东亚银公司”:1。改组后，东方银行公司的实缴资本为60万英镑，每股25英镑，投资于政府证券的储备基金为11.2万英镑。1852年5月，该行发行10,046股每股25英镑的新股，发行价格为30英镑，至12月新股被认购9,873股。1852年11月，该行在毛里求斯设立分行，并在墨尔本和悉尼设立代理机构。经过多轮增售新股后，至1853年4月，该行资本已达942,450英镑。1854年7月，该行再次增发25万英镑新股。同年，埃塞克斯号和马达加斯加号两艘船沉没，该行因而损失2.4万英镑。1856年，该行因中国的一起火灾损失了2.7万美元。1857年，该银行的印度分行在孟买和加尔各答其他银行的同意下，接管了伦敦与东部银行公司（London and Eastern Banking Corporation）的业务，以便将其清盘。1858年，该银行分支机构数量已达十四个，查尔斯·斯图尔特被任命为总经理:146-149。1858年，该行实缴资本1,260,000英镑；储备基金252,000英镑。1861年，该行关闭了在新西兰的两家分支机构。该行在印度不再发行本行纸币，而是发行国家货币:149。1877年，该行在锡兰的贷款没有成果，且在南非投资失败。
1883年，该行投资的锡兰咖啡和毛里求斯糖业均遭遇失利，股票价格大跌。1884年5月3日，該行因周轉不靈而宣佈破產，最終清盤結業。1884年9月，在创办人卡基尔的推动下，成立了新东方银行（New Oriental Bank Corporation），总行仍设在伦敦，额定资本200万镑。1892年，由于银价下跌，新东方银行各分行出现放款倒账，澳大利亚、新加坡、日本、中国香港、印度等地主要分行都发生亏损。1892年6月9日，该行因外汇投机失败宣告停业。

## 各地机构

### 锡兰
1843年，该行在英国殖民地锡兰（今斯里兰卡）首都科伦坡建立分行。1846年，东方银行锡兰分行（Oriental Bank - Ceylon Branch）在发行英镑纸币，有10先令、1英镑、5英镑和10英镑等面额，由伦敦的巴托和宾利公司（Batho & Bingley）印制。因该行尚未取得发行货币的特许，这些纸币均由董事会（Board of Directors）签署发行。根据该币票面信息，东方银行的僧伽罗语名称为（直译为东方钱庄），泰米尔语名称为（Kiḻakku paṅk，直译为东方银行）。
1849年，东方银行吞并锡兰银行，锡兰银行曾于1844年发行纸币。1851年获得皇家特许状后，东方银行公司在锡兰开始专注于向咖啡种植园提供贷款。凭借皇家特许状，该行开始在锡兰发行由理事会签署的卢比货币。在科伦坡发行的纸币使用“办公室”（Office）一词，而科伦坡以外分行发行的纸币则使用“分行”（Branch）一词，并附加“或其在科伦坡的银行”（or at their Bank in Colombo）等字样。科伦坡和康提分行发行的纸币由“经理”签署，其他分行的纸币均由“代理人”签署发行。该行最早的英镑纸币由伦敦的巴索宾利公司（Batho & Bingley）印制。1850年代在科伦坡发行的无日期纸币由伦敦的帕金斯培根佩奇公司（Perkins Bacon & Petch）印制。1884年，锡兰咖啡种植园因咖啡駝孢銹菌病大幅减产，种植园主无力偿还债务，该行被迫向锡兰政府寻求救助。1885年，锡兰政府接管了该行的货币发行权。

### 中国

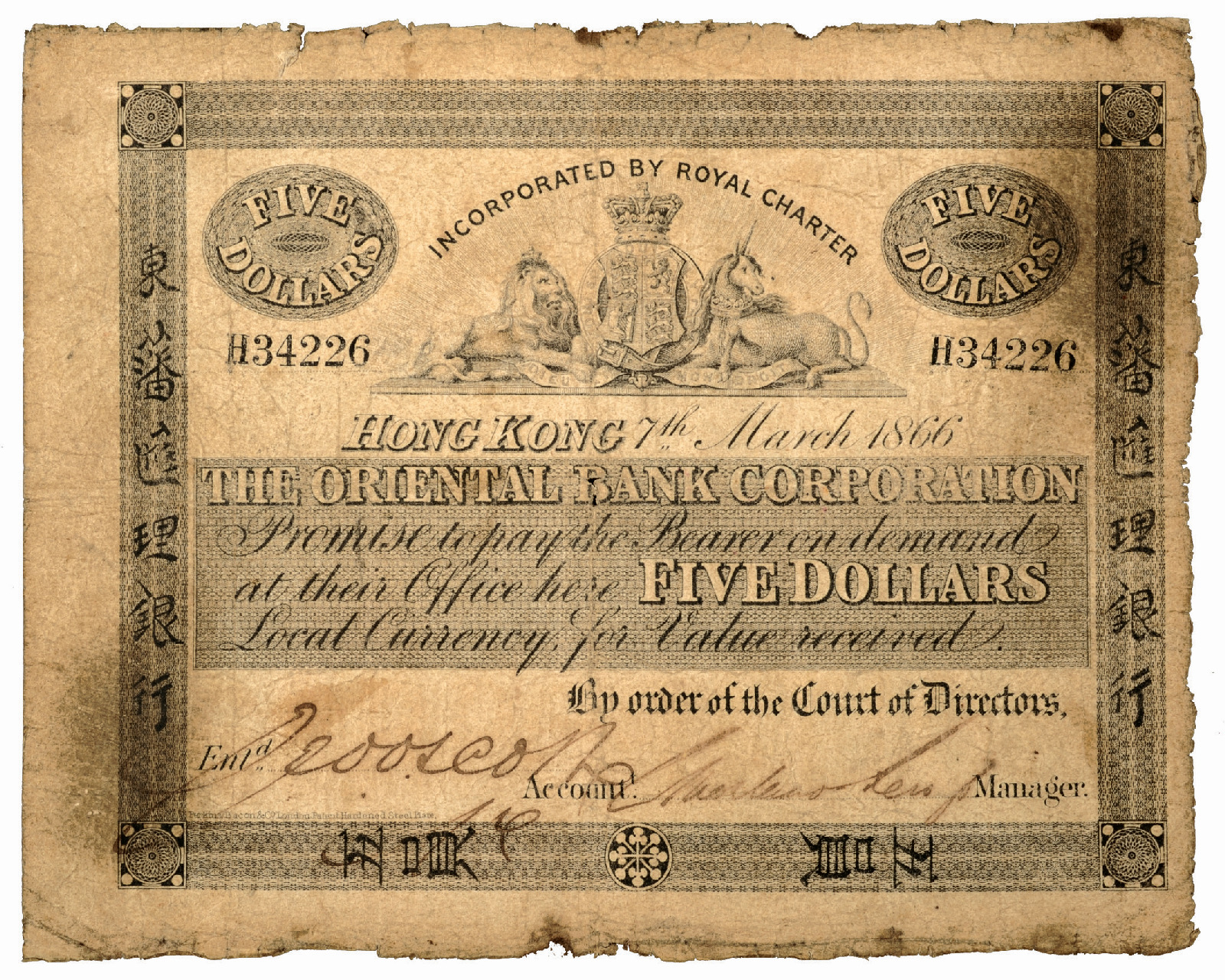
東藩匯理銀行發行的五員紙幣

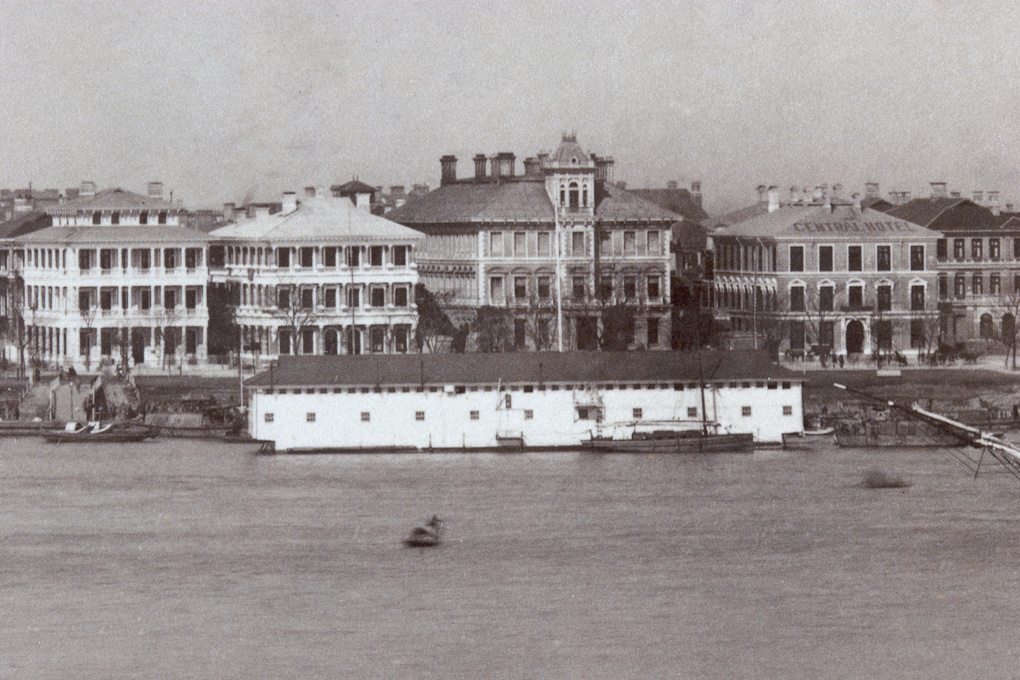
左3为外滩18号的丽如银行，拍摄于1891年3月

1845年，东方银行在香港德己立街开设分行，成为最先进入香港及中国的外商银行。1845年，该行在广州设立分理处，成为最先进入中国大陆口岸的外商银行。1847年，在上海设立分理处，成为上海第一家外国银行。1847年后，陆续在福州、厦门和汉口等地设分支机构:41。该行是外国资本在中国设立的第一家银行，也是最早在中国内地发行纸币、最早向清政府提供政治借款的外商银行:41-42。
在1849年的《英汉历》（Anglo-Chinese Calendar,1849）的广州外人名单中，该行被译作“银房”（Oriental Bank），坐落于公司行（New English Factory）的西二进，负责人是单立（Archibald Dunlop）。在《德臣报》1861年出版的《中国行名录》中香港分行的中文名为“金布銀行”，上海支行称“麗如”:31。金布銀行又作“金寶銀行”，源自时任经理帕特里克·坎贝尔（Patrick Campbell）的姓氏；《德臣报》1874年出版的《中国行名录》中香港分行的中文名为“舊銀行”。根据该行1866年发行的一张纸币，该行名称为“東藩匯理銀行”。根据泰豐銀行1885年2月21日在《循環日報》刊发的《告白》，東藩匯理銀行也被称为“東藩銀行”。该行在1865年印制的银行纸币上曾自称“住上海英国丽如号”。该行在中国大陆资料中一般称丽如银行，也有资料称其为“東方麗如銀行”。“丽如”一名被认为是英文行名意译而来，其中“丽”对应“Orient”，“如”则暗含“如意”的愿景。
1846年，东藩汇理银行发行首批香港纸币，面值五元，是香港第一家发钞银行。作为一种早期紙幣，东藩汇理银行发行的该版纸币實際上是銀行發予公眾、作為存放白銀在銀行的票據，公眾隨時可以到该行憑票兑換等值白銀。早期钞票因尺寸较大，被香港市民戏称为“大棉胎”。1846年，东藩汇理银行發行總額為56,000元港鈔。
1851年，该行更改英文名，但中文名稱不變。到1857年，该行的鈔票被香港政府庫房接納為繳付政府費用的合法貨幣。该行作為香港首要銀行的地位達20年之久，到19世紀70年代，它到了極盛時期。1866年金融風暴后，香港的多家外资银行倒閉，成立于1865年的匯豐銀行逐渐崛起，最终取代了東藩匯理銀行在香港的地位。
1865年，继丽如银行之后，陆续有汇隆银行、呵加剌银行、有利银行、麦加利银行等其他10家外国银行在上海租界区开业。1865年美国内战结束后，世界棉花价格骤跌，伦敦、孟买发生金融恐慌，上海的多家外资银行纷纷倒闭，仅剩丽如银行和有利银行、麦加利银行、法兰西银行、汇丰银行5家。1866年，丽如银行在福州建设立分行:30。1869年，丽如银行在上海外滩兴建营业大楼，是一幢3层砖木结构的英式建筑，原址在今外滩18号。
1877年，丽如银行在汉口设立分行:30。1879年，福州分行关闭:30。1882年，丽如银行在厦门设立分行:30。
1884年，该行倒閉，香港分行改组为泰豐銀行，不再发行纸币。1887年，新丽如银行在澳门和天津两地设立代理机构。
1892年6月9日，该行伦敦总行决定停止营业，上海分行亦即告结业清理。1892，该行的香港支行結業。1892年年底，上海分行营业大楼售予麦加利银行，结束了47年的在华历史。

### 日本

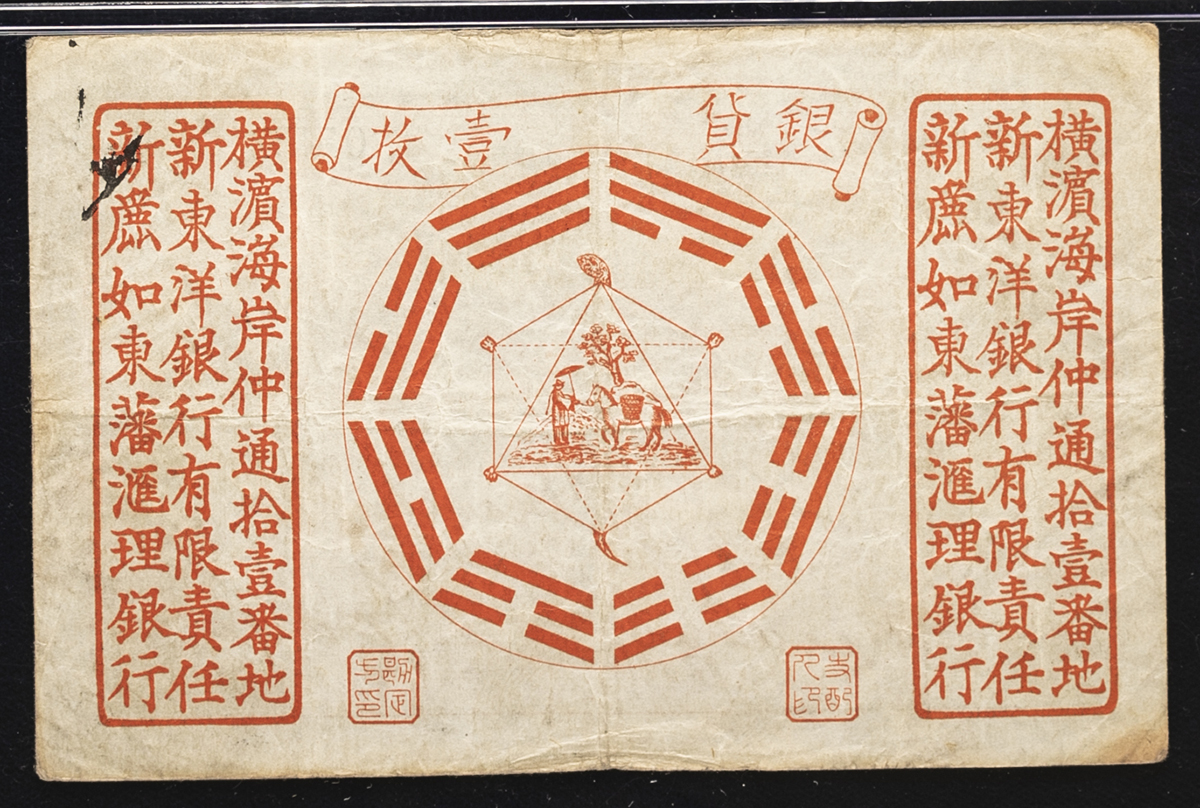
新东洋银行银货一枚纸币

1866年，该行在日本横滨开设支行，称東洋銀行或英国東洋銀行，假名作音译自“Oriental Bank”的，也做。
1870年4月23日，日本首次在海外发行债券，通过东洋银行在伦敦发行9%利率的附息债券100万英镑，用于资助铁路建设。

### 新加坡
1846年，该行在新加坡开设分行。1866年金融危机期间，新加坡的大多数外资银行受到重创，并纷纷倒闭。当地商人因此更加偏向与久富盛誉的东方银行交易，尤其是大型鸦片进口商都成为该行的客户。1872年，新加坡最大的鸦片公司倒闭，该行遭受巨额亏损。1892年最终停业。

### 澳大利亚
根据《沃夫1858年澳大利亚年鉴》，该行的悉尼分行设在约克街和巴拉克巷的拐角处，新皮特街正在兴建的大型建筑计划于5月投入使用。该分行提供贴现票据、存款、现金信贷、汇票等业务，其中可在该分行进行三个月、六个月或十二个月的定期存款。该公司签发的伦敦汇票，可即期付款或九十天见票即付；其签发的苏格兰汇票或爱尔兰汇票，也可即期付款。公司还提供可在埃及、叙利亚、欧洲大陆和美洲流通的定额流通旅行券。该公司在孟买、加尔各答、马德拉斯、锡兰、香港、新加坡、毛里求斯、墨尔本、奥克兰和惠灵顿的分支机构也可在当天兑换汇票。
1887年7月2日，新东方银行继在印度、中国、日本后，也在澳大利亚的墨尔本和悉尼开业。

## 相关
在上海市金融博物馆暨银行博物馆二楼《汇通天下 西风东浙——中国传统信用机构及近代在华外资金融机构》展览的“东方丽如银行”展厅中，展示有该行在上海的历史。